# Gundi Feyrer
Gundi Feyrer (* 19. April 1956 in Heilbronn) ist eine deutsche bildende Künstlerin und Schriftstellerin.

## Leben
Gundi Feyrer absolvierte nach dem Abitur von 1975 bis 1978 eine Lehre als Steinmetzin. Von 1978 bis 1980 studierte sie Bildhauerei an der Akademie der Bildenden Künste München und von 1980 bis 1984 freie Kunst an der Hochschule für Bildende Künste in Hamburg. Seit 1982 ist sie als Filmemacherin, Objektkünstlerin und Zeichnerin tätig und tritt als Performerin mit eigenen Texten auf. Nach Aufenthalten in Hamburg, Paris, Madrid, Wien und in Córdoba lebt sie heute wieder in Wien.
Gundi Feyrer ist Verfasserin von Prosatexten, Gedichten, Theaterstücken und Hörspielen.
Gundi Feyrer ist Mitglied des „Bielefelder Colloquiums Neue Poesie“ und der Grazer Autorenversammlung.

## Auszeichnungen (Auswahl)
- 1986: Literaturförderpreis der Stadt Hamburg
- 1994: N.C.Kaser-Lyrikpreis
- 1995: 3sat-Stipendium beim Ingeborg-Bachmann-Wettbewerb
- 1995: Stadtschreiberamt von Graz
- 1999: Alfred-Gesswein-Literaturpreis
- 2002: Österreichisches Staatsstipendium für Literatur
- 2005: Heimrad-Bäcker-Preis
- 2018: H. C. Artmann-Preis.[1]

## Werke
- Stimmige Irrtümer. Kein Tagebuch. INTERVALLVERLAG, Köln 2024, ISBN 978-3-949862-03-8
- Der Tempel des Nichts. Das Zaubern. Ritter Verlag, Klagenfurt 2020, ISBN 978-3-85415-613-0
- Krumme Gedanken aus und zu Physik und Poesie – Die Wirklichkeit ist nicht zu fassen. Klever Verlag, Wien 2017, ISBN 978-3-903110-14-4.
- 27 dicke Bilder und fliegende Saetze. Edition Patrick Frey, Zürich 2015, ISBN 978-3-905929-75-1.
- Das Rauschen der Tage. Phantastische Geschichten und anderes Irren. Ritter Verlag, Klagenfurt 2014.
- Die Trinkerin oder mein Leben und ich. Ritter Verlag, Klagenfurt 2011.
- Bilderwasser. Ritter Verlag, Klagenfurt 2009.
- 7 Meter im Quadrat. Überlegungen und Gedanken in einem Pariser Rattenloch. Passagen Verlag, Wien 2009.
- Die Wolldecke. 3 Geschichten. Passagen Verlag, Wien 2008.
- Die Fremde. Ritter Verlag, Klagenfurt 2002.
- Die Besteigung der Bilder und andere Essays. Edgeware Press, London und Wiens Verlag, Berlin 1998.
- Auswendige Tage. Literaturverlag Droschl, Graz 1997.
- Das Schlagen der Augen. Literaturverlag Droschl, Graz 1994.
- Der Himmel ist eine Flasche. Ritter Verlag, Klagenfurt 1994.
- Das in den Längen Weilen. Wiens Verlag, Berlin 1990.
- Die Watte der Gedanken. Wiens Verlag, Berlin 1989.
- Geheimnisse verändern sich. Kellner Verlag, Hamburg 1989, und Wiens Verlag, Berlin 1991.

### Übersetzungen
- Russell Hoban: Angelica’s Grotte. Ritter Verlag, Klagenfurt 2002.
- Ángel Vázquez: Das Hundeleben der Juanita Narboni. Literaturverlag Droschl, Graz 2005.